# Castello di Pickering

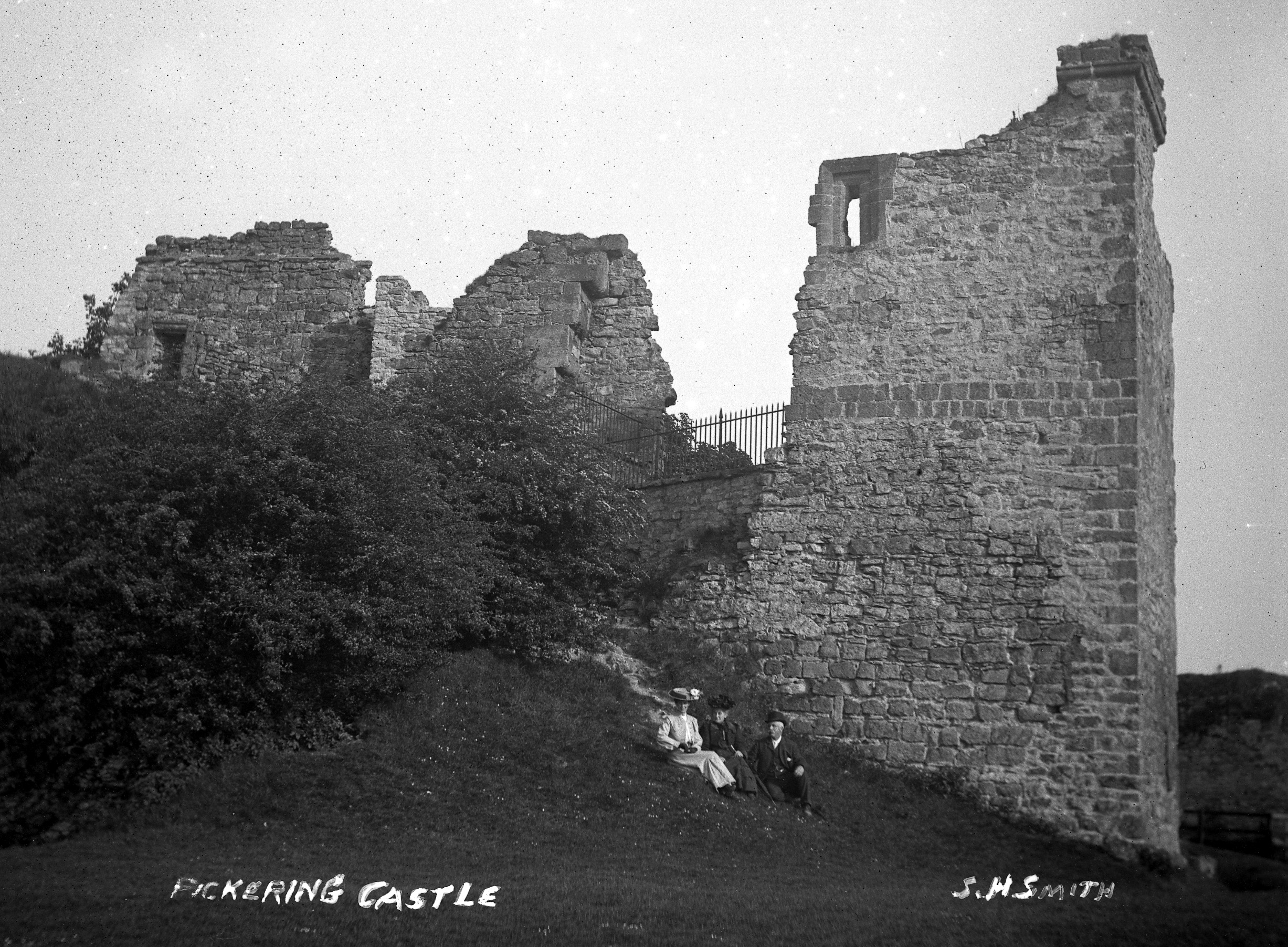
Castello di Pickering (1910)

Il castello di Pickering è un castello del tipo motte and bailey che sorge a Pickering, North Yorkshire, Inghilterra.

## Storia
La struttura originale fu edificata dai Normanni sotto Guglielmo il Conquistatore nel 1069–1070.
Questo edificio iniziale includeva l'ampia collina centrale (la motte), le palizzate esterne, che racchiudevano il bailey, e gli edifici interni, in particolare il mastio sulla sommità della motte.
Furono anche scavati dei fossati per rendere difficoltosi gli assalti alle mura.
Lo scopo principale del castello in questo periodo era il mantenimento del controllo dell'area a seguito della devastazione del Nord.
I suoi resti sono particolarmente ben conservati, poiché è uno dei pochi castelli che non fu coinvolto nella Guerra delle due rose e nella Guerra Civile del XVII secolo.
Nel 1926, il Department of Works (l'ente competente prima dell'English Heritage) prese possesso del castello. Ora è un Monumento programmato aperto al pubblico.

## Descrizione
Il castello di Pickering era in origine un castello del tipo motte and bailey realizzato in legno e terra.
Successivamente fu sviluppato in un castello motte and bailey in pietra, in cui fu edificato un mastio in pietra.
L'attuale cortile interno era in origine il bailey e fu edificato tra il 1180 e il 1187.
Il mastio fu sviluppato in un mastio in pietra nel periodo compreso tra il 1216 e il 1236, contemporaneamente alla cappella. Nel castello si trova una ricostruzione della cappella.
Negli anni compresi tra il 1323 e il 1326 furono realizzati un cortile esterno e una cinta muraria dotata di tre torri. Inoltre, furono realizzati due fossati: uno situato all'esterno della cinta muraria e l'altro nel cortile esterno.
Dopo di questo furono costruiti l'edificio di ingresso, i forni, il salone e i magazzini.
Il castello sorge nella valle di Pickering e sul lato occidentale si eleva su una rupe molto ripida, che forniva una grande capacità difensiva.